# Tratado do Rio de Janeiro (1909)
O Tratado do Rio de Janeiro, assinado em 8 de setembro de 1909, estabeleceu as fronteiras atuais do estado do Acre. O Tratado foi firmado entre o Brasil e o Peru.
Pelo Tratado foi reduzido em 40 000 km² o território do Acre estabelecido no Tratado de Petrópolis, que se estendia até as cabeceiras do rio Purus.

## Antecedentes
A Questão do Acre foi bem mais complexa do que crê a maioria. Pretensões peruanas, bolivianas e brasileiras se sobrepunham em uma área enorme, a maior até hoje a ser objeto de uma arbitragem.
De acordo com o Barão do Rio Branco, depois da publicação da Geografia do Peru, de Paz Soldán, em 1863, começou essa República a considerar incompleta a sua fronteira com o Brasil e a reclamar a linha Javari-Madeira, do Tratado de 1777. Essas pretensões vinham de encontro ao estabelecido no Tratado de Comércio, Navegação e Limites de 1851 celebrado entre Brasil e Peru.
Sendo assim, o litígio sobre fronteiras com o Peru surgiu em 1863. Não foi, portanto, uma consequência do Tratado, que se chamou de Petrópolis, concluído entre o Brasil e a Bolívia em 17 de novembro de 1903.
Cabe salientar que a base única da pretensão peruana era o Tratado Preliminar de 1777 entre Portugal e Espanha, já reconhecido sem valor pelo próprio Peru em 1851, e cuja validade o Brasil nunca admitiu no ajuste de seus limites com as demais Repúblicas confinantes: Venezuela, Colômbia, Equador, Bolívia, Paraguai, Argentina e Uruguai.
Ao passo que o Peru demandava territórios que o Brasil considerava seus, devido ao risco da Bolívia se aliar ao Paraguai no Gerra do Paraguai, o Brasil se apressou em celebrar um acordo de fronteiras com os bolivianos. Assim nasceu o Tratado de Ayacucho, em 1867.
Frente a isso, e apesar de desde muitos anos, inúmeros brasileiros terem se internado pelas regiões setentrionais do país, explorando imensas zonas incultas e ali se estabelecendo pacificamente na exploração da goma da seringueira, o Peru protestou contra o diploma em nota de 20 de dezembro daquele ano, ao Governo de La Paz.
No Juruá, como faz lembrar o Barão do Rio Branco, estendiam-se os brasileiros, já em 1870, até às margens do Amônea e do Tejo; e, no Purus, ocupavam desde 1883 a confluência do Araçá, depois chamado Chandless, e findavam no mesmo ano, mais acima, sobre as duas margens do rio principal, os estabelecimentos de Porto, Mamoreá e Triunfo Novo; e, em 1884, os de Refugio, Fronteira do Cassiano e Novo lugar. E, aliás, como ainda acentua o ministro, o Purus desde 1861, já fora explorado pelo sertanejo brasileiro Manuel Urbano da Encarnação, até perto do Curanja e, em 1867, com o auxílio do governo brasileiro, por William Chandless, em companhia do mesmo Manuel Urbano, até pouco além da confluência do Cavaljani, isto é, até às vizinhanças de sua nascente principal.
Em várias ocasiões, especialmente em 1868, 1870 e 1874, o Peru tentou obter do Brasil e da Bolívia uma conferência tríplice para resolver as suas questões de limites. Finalmente, em 1903, quando se efetuavam as negociações de que resultou o Tratado de Petrópolis, renovou a mesma tentativa que não logrou o assentimento do Governo brasileiro, como já havia acontecido no tempo do Império com as três outras. O barão do Rio Branco tendo em vista a experiência do próprio Peru, em outras circunstâncias, julgava que uma negociação tríplice acabaria por se romper sem resultado prático, com a agravação das relações entre os três países. O seu tirocínio no manejo dos negócios internacionais o conduziu a separar a questão bolívio-peruana da brasília peruana e a tratar primeiramente com a Bolívia, ressalvando os direitos do Peru, e em seguida com este país. Ademais, acreditava que o Peru nada possuía ao oriente do Javari, e que era com a Bolívia que o Brasil se devia entender no tocante às regiões do Juruá e do Purus.

### Arbitragem argentina sobre a pendência bolívio-peruana
Como não estava pacificada a posse dos territórios da região do Acre, Peru e Bolívia decidiram levar a questão à arbitragem. E o Brasil, por sua vez, aguardou o resultado antes de celebrar um tratado definitivo com o Peru.
De acordo com o compromisso bolívio-peruano, o árbitro devia atribuir à Bolívia todo o território que em 1810 pertencia à Audiência de Charcas, dentro dos limites do Vice-Reinado de Buenos Aires, por atos do antigo soberano espanhol, e ao Peru todo o território que nessa mesma data e por atos de igual procedência, pertencia ao Vice-Reinado de Lima.
Segundo a sentença arbitral, baseada em tais atos, o Vice-Reinado de Lima nada possuía a leste de 69°30' de longitude ocidental de Greenwich, do rio Tauamano para o norte, e portanto naquela direção o Peru nada podia pretender. Assim mais da metade do território que esta República reclamava ao Brasil ficou fora da questão, isto é, ficou incontestavelmente brasileira toda a área limitada ao norte pela linha Javari- Madeira, do Tratado de 1777; ao oeste pelo meridiano de 69°, a leste pelo rio ,Madeira; ao sul pelas fronteiras estabelecidas entre o Brasil e a Bolívia no Tratado de Petrópolis.

## As Negociações

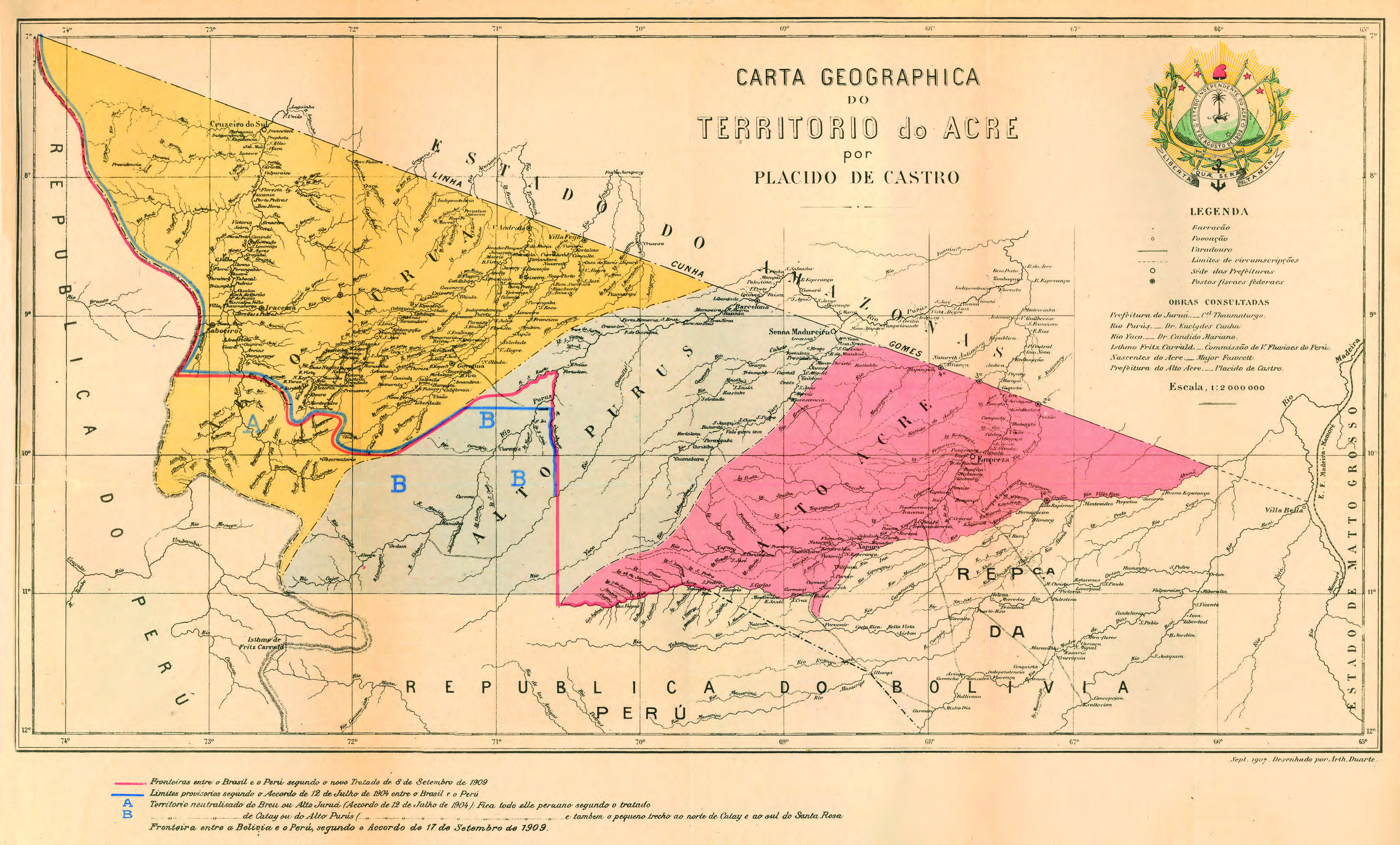
O mapa mostra como ficou a região alvo do Tratado do Rio de Janeiro.

Assinado o Tratado de Petrópolis, tornou-se oportuna a abertura das negociações com o Peru, de acordo com a declaração contida no seu artigo VIII. Elas foram iniciadas em 8 de maio de 1904 e conduziram desde logo a dois ajustes assinados em 12 de julho do mesmo ano. O primeiro, provisório, tinha por fim prevenir novos conflitos entre brasileiros e peruanos, como já havia acontecido no Alto Purus e no Alto Juruá, e dar tempo aos dois Governos para concluírem com calma e amigavelmente um tratado definitivo que resolvesse a sua questão de limites. O segundo criava no Rio de Janeiro um Tribunal Arbitral para julgar as reclamações de brasileiros e peruanos por prejuízos ou violências que tivessem ou pretendessem ter sofrido naquelas regiões.
O artigo III neutralizava os territórios em litígio nas bacias do Alto Juruá e do Alto Purus. O artigo IV estabelecia duas Comissões Mistas para o policiamento dos territórios neutralizados e o artigo IX criava duas outras Comissões Mistas, incumbidas de fazer um reconhecimento rápido dos rios Purus e Juruá, na zona neutralizada.
Os comissários de ambos os países puderam verificar que, no Juruá, ao norte do rio Breu, e no Purus, ao norte do Santa-Rosa, quase toda a população era brasileira e possuidora da maior parte dos estabelecimentos. Somente ao sul desses limites é que foram encontrados peruanos em agrupamentos de palhoças chamados caserios.
Com a terminação destes trabalhos ficaram os dois Governos habilitados a entrar em negociações, pois que ficou suficientemente conhecida a região litigiosa. Mas o Governo brasileiro julgou conveniente aguardar que o presidente da República Argentina, árbitro eleito pelo Peru e pela Bolívia, desse o seu laudo sobre a questão de fronteiras que lhe fora submetida pelos dois países.
Lavrada a sobredita sentença arbitral, em 9 de julho de 1908, puderam prosseguir as negociações entre o Brasil e o Peru, o primeiro representado pelo barão do Rio Branco e o segundo pelo seu plenipotenciário Hernan Velarde; e delas resultou o Tratado assinado no Rio de Janeiro em 8 de setembro de 1908, no qual os dois Governos tomaram por base o uti possidetis atual, conforme as verificações feitas pelos comissários técnicos em 1906.
Todos os territórios de que o Brasil estava efetivamente de posse, povoados quase que exclusivamente por brasileiros, ficaram pertencendo ao Brasil; e ao Peru ficaram pertencendo, com um pequeno acréscimo entre o paralelo do Catai e o rio Santa-Rosa, os territórios do Alto Purus e do Alto Juruá que tinham sido neutralizados em 1904, e onde só havia peruanos.
A área litigiosa era de 442 000 quilômetros quadrados, segundo o barão do Rio Branco; destes ficaram pertencendo ao Brasil 403 000 quilômetros quadrados e ao Peru a parte restante.